# Чернець (станція)
Чернець (рос. Чернец) — залізнична станція в Брянському районі Брянської області Російської Федерації.
Населення становить 3440 осіб. Входить до складу муніципального утворення Стекляннорадицьке сільське поселення.

## Історія
Від 2005 року входить до складу муніципального утворення Стекляннорадицьке сільське поселення.

## Населення
1. Н/Д[2]